# Kai Are Fossland
Kai Are Fossland (27 febbraio 1976) è un ex sciatore alpino norvegese.

## Biografia
Fossland, originario di Grong, esordì in Coppa del Mondo il 27 ottobre 1996 a Sölden in slalom gigante, senza completare la prova, mentre in Coppa Europa ottenne il miglior piazzamento l'8 febbraio 1998 a Todtnau in slalom speciale (8º); prese per l'ultima volta il via in Coppa del Mondo il 10 dicembre 2001 a Madonna di Campiglio nella medesima specialità, senza completare la prova (non portò a termine nessuna della 11 gare nel massimo circuito cui prese parte), e si ritirò al termine della stagione 2001-2002: la sua ultima gara fu uno slalom speciale FIS disputato il 20 aprile a Hovden. Non prese parte a rassegne olimpiche o iridate.

## Palmarès

### Campionati norvegesi
- 1 medaglia (dati dalla stagione 1994-1995):
  - 1 bronzo (slalom speciale nel 1998)